# Argentino-Kanal
Der Argentino-Kanal (spanisch Canal Argentino  bzw. Canal Argentino Brazo Sur, in Chile Canal Lautaro), auch bekannt als Ferguson Channel, ist eine Meerenge, welche die Bryde-Insel von der Westküste des Grahamlands im Norden der Antarktischen Halbinsel trennt. Er verbindet den Paradise Harbor mit der Gerlache-Straße.
Erstmals kartiert, jedoch nicht benannt, wurde dieser Seeweg bei der Belgica-Expedition (1897–1899) unter der Leitung des belgischen Polarforschers Adrien de Gerlache de Gomery. Der Name Canal Argentino ist erstmals auf argentinischem Kartenmaterial aus dem Jahr 1950 zu finden. Namensgeber der im Vereinigten Königreich geläufigen Benennung ist der schottischen Geologe David Ferguson (1857–1936), der das Gebiet zwischen 1913 und 1914 erkundete. Chilenische Wissenschaftler benannten ihn nach der Lautaro, eines der Schiffe der 3. Chilenischen Antarktisexpedition (1948–1949).